# 梅斯基特溪 (亞利桑那州)
梅斯基特溪（英語：Mesquite Creek）是位於美國亞利桑那州莫哈維縣的一個人口普查指定地區。根據2010年美國人口普查，該地人口為205人，而該地的面積約為2.63平方千米。

## 地理
梅斯基特溪的座標為34°57′58″N 114°34′04″W / 34.96611°N 114.56778°W，而該地最高點為海拔高度549米（即1800英尺）。